# Bodi
Bodi est un village de la région du Centre du Cameroun. Il est localisé dans l'arrondissement (commune) de Messondo. En passant par la route qui relie Éséka à Manguengues, on y accède après la traversée du pont sur le Nyong, en prenant à sa droite la piste rurale menant à Libog.

## Population et société
En 1963, la population de Bodi était de 100 habitants. Bodi comptait 316 habitants lors du dernier recensement de 2005. La population est constituée pour l’essentiel de Bassa.